# Donald's Vacation
Donald's Vacation es un dibujo animado del Pato Donald realizado por Walt Disney Productions y publicado por RKO Pictures el 9 de agosto de 1940. La película, dirigida por Jack King, muestra que el Pato Donald tiene muchos problemas con el exterior cuando se va de vacaciones.

## Trama
El Pato Donald se va de vacaciones en una canoa. Se le ve caminando sobre las rocas mientras va tocando su guitarra cuando la canoa no puede avanzar, ya que sus pies y piernas llegan al fondo. Mientras toca su guitarra, sin darse cuenta atraviesa una pequeña cascada. Tose y se sacude el agua, y ve que un pez se ha metido en su instrumento, pero rápidamente se calma. Sin embargo, justo cuando continúa jugando, llega a una cascada y cae al fondo del río. Después de un estallido de ira, emerge del agua con la canoa en la espalda como el caparazón de una tortuga. 
Al llegar a su campamento, tira de una palanca de la canoa que expulsa todos los suministros que llevab para sus vacaciones. Luego convierte la canoa en una tienda de campaña y coloca un letrero que dice Campamento pacífico. Saca una silla plegable con un paraguas, pero tiene problemas para que se pliegue. Sus acciones finalmente hacen que  caiga sobre la silla, meta el paraguas por dentro de su camisa y este lo catapulte al lago. Emerge con unas matas de hierba en la cabeza como el vestido de un guerrero indio y regresa al campamento andando por debajo del agua. Mientras continúa luchando con la silla, el ruido atrae a un grupo de ardillas que vienen a investigar. Donald finalmente se acomoda en la silla para una siesta. Mientras tanto, las ardillas comienzan a robarle su comida. 
Donald no las nota hasta que dos de ellas llevan una piña y al pasar por debajo de su trasero, la punta de la piña le picha. Donald grazna de dolor y queda atrapado de nuevo en la silla. Cuando ve a las ardillas robando su comida, se enoja. Después de que una ardilla le meta un plátano por la boca Donald las persigue usando la silla como patas para correr. Durante la persecución, el paraguas de Donald se cierra sobre él, dando tiempo a las ardillas para escapar, pero despiertan a un oso pardo dormido que se va a comer a comer toda la comida de Donald. Un enfurecido Donald finalmente se libera solo para descubrir lo que parecen ser las ardillas que se están comiendo su comida. Destruye toda la comida y se queda aferrado al hocico del oso. Después de ver que "la boca de la ardilla es demasiado grande", se da cuenta de que es un oso y huye. El oso persigue a Donald a través de un tronco horizpntal, donde Donald cree que está a salvo, pero termina de pie encima del oso. El oso lo golpea y lo persigue hasta un árbol. Donald trepa por el árbol pero el oso responde arrancando la corteza. Donald se desliza por el árbol, ahora resbaladizo al no tener corteza, hasta caer a tierra. 
El oso arranca la parte del árbol donde está Donald con su pata y Donald (que piensa que todavía está con el resto del árbol) intenta trepar de nuevo pero se da cuenta de que es solo un poco de aire y cae, casi en la boca del oso. Escapa justo a tiempo y el oso lo persigue hasta que se tropieza. Donald deshace rápidamente el campamento, se sube a su canoa y se aleja tan rápido como puede.

## Elenco de voces
- Pato Donald: Clarence Nash[3]

## Video casero
El corto se puede encontrar en "The Chronological Donald Volume 1", disco 2. 